# オールド・ボーイ (アルバム)
『オールド・ボーイ』(Old Boy) は、小坂一也、寺本圭一、ジミー時田、石田新太郎による共同名義アルバム。1976年7月の新宿ウィッシュボンでのライブを収録している。

## 収録曲
Side 1
1. サンクス・ア・ロット - Thanks a Lot
2. レック・オブ・ジ・オールド・97 - The Wreck Of Old 97
3. リヴ・ファスト・ラヴ・ハード・ダイ・ヤング - Live Fast, Love Hard, Die Young
4. バーニング・ブリッジズ - Burning Bridges
5. お前とナッシュビル
6. おやじの唄
7. ホワイト・ライトニング - White Lightning

Side 2
1. 北風 - North Wind
2. アイ・ソー・ザ・ライト - I Saw The Light
3. どうにかなるさ
4. ヘイ・ジョー - Hey, Joe
5. シール・ビー・カミング・アラウンド・ザ・マウンテン・ホエン・シー・カム - She'll Be Coming Round The Mountain When She Comes
6. ジャンバラヤ - Jambalaya

## パーソネル
フィーチャリング・シンガー
- ジミー時田 (1-1, 1-2, 2-2, 2-5, 2-6)
- 小坂一也 (1-5, 1-6, 2-1, 2-5, 2-6)
- 寺本圭一 (1-3, 1-4, 2-4, 2-5, 2-6)
- 石田新太郎 (1-7, 2-5, 2-6)
- かまやつひろし (2-3)

バック・バンド
- 石田新太郎とシティライツ (1-5～7, 2-1,3～6)
- 寺本圭一とケリーズメン (1-3～4)
- 杉はじめとホームタウナーズ (1-1～2, 2-2)
- 瀬谷福太郎（アコースティック・ギター、エレクトリック・ギター）
- 宮城久弥（フィドル）
- 近藤俊策（バンジョー）
- 大江俊幸（スティール・ギター）
- 谷康一（ブルース・ハープ）

ステージ進行
- 飯塚文雄